# Пан (спутник)
Пан (др.-греч. Πάν) — внутренний спутник Сатурна, известный также как Сатурн XVIII.

## Открытие
Пан был обнаружен в 1990 году Марком Шоуолтером в кольцах Сатурна при анализе фотоснимков, сделанных в 1981 году АМС Вояджер-2, и получил временное обозначение S/1981 S 13. 16 сентября 1991 года спутник получил официальное название в честь мифологического Пана.

## Орбита
Пан совершает полный оборот вокруг Сатурна на расстоянии в среднем 133 583 км за 13 часов и 48 минут, при этом его орбита проходит прямо по экватору. Спутник движется внутри деления Энке внешнего кольца A. При этом он является спутником-«пастухом»: воздействуя своей гравитацией, он очищает окрестности своей орбиты от частиц кольца. Существование спутника внутри деления Энке было предсказано ещё в 1985 году, когда «Вояджеры» пролетали мимо Сатурна.

## Физические характеристики
Пан имеет размеры 35×35×23 км. По произведённому в 2017 году снимку Пана зондом «Кассини», спутник имеет необычную форму, напоминающую пельмень. Предположительно такая форма объясняется оседанием материала колец на поверхность Пана. Его средняя плотность составляет 0,6 г/см³. Альбедо равно 0,5. Звёздная величина равняется 19,4m.